# Chiesa di Sant'Orsola e Compagne
La chiesa di Sant'Orsola e Compagne è la parrocchiale di Tuenno, frazione di Ville d'Anaunia in Trentino. Fa parte della zona pastorale delle Valli del Noce e risale al XIV secolo.

## Storia

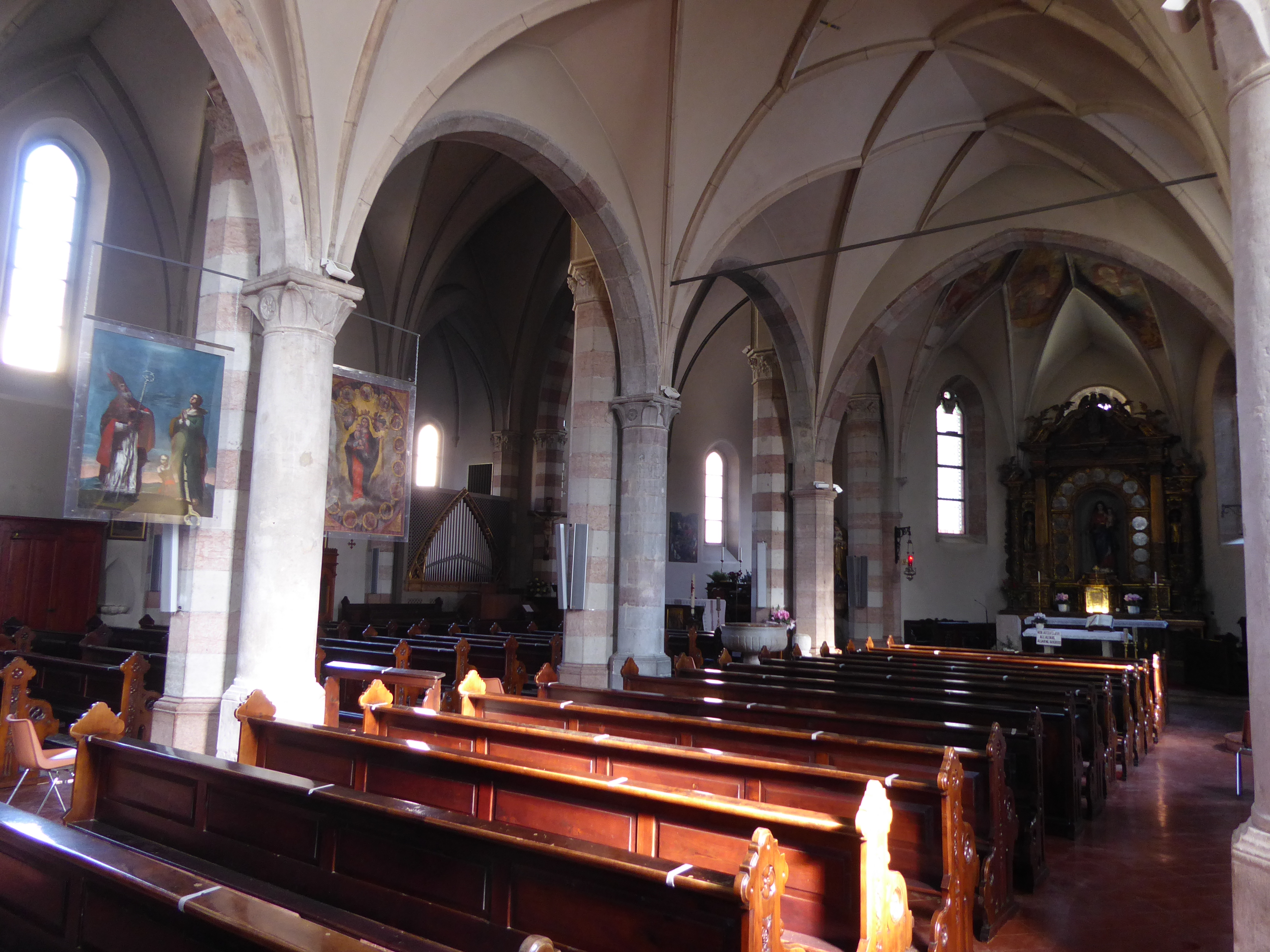
Interno della sala.

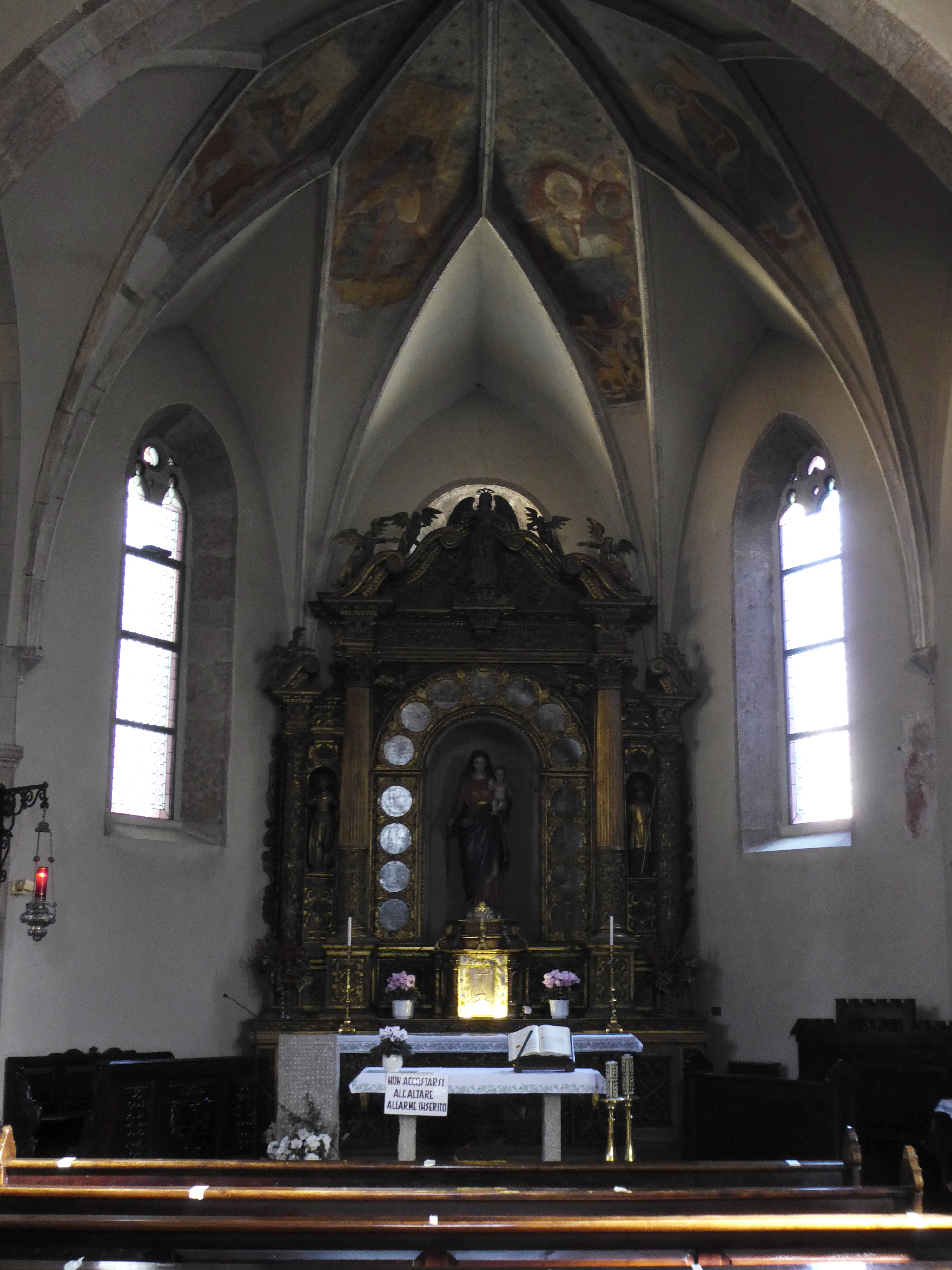
Altare maggiore.

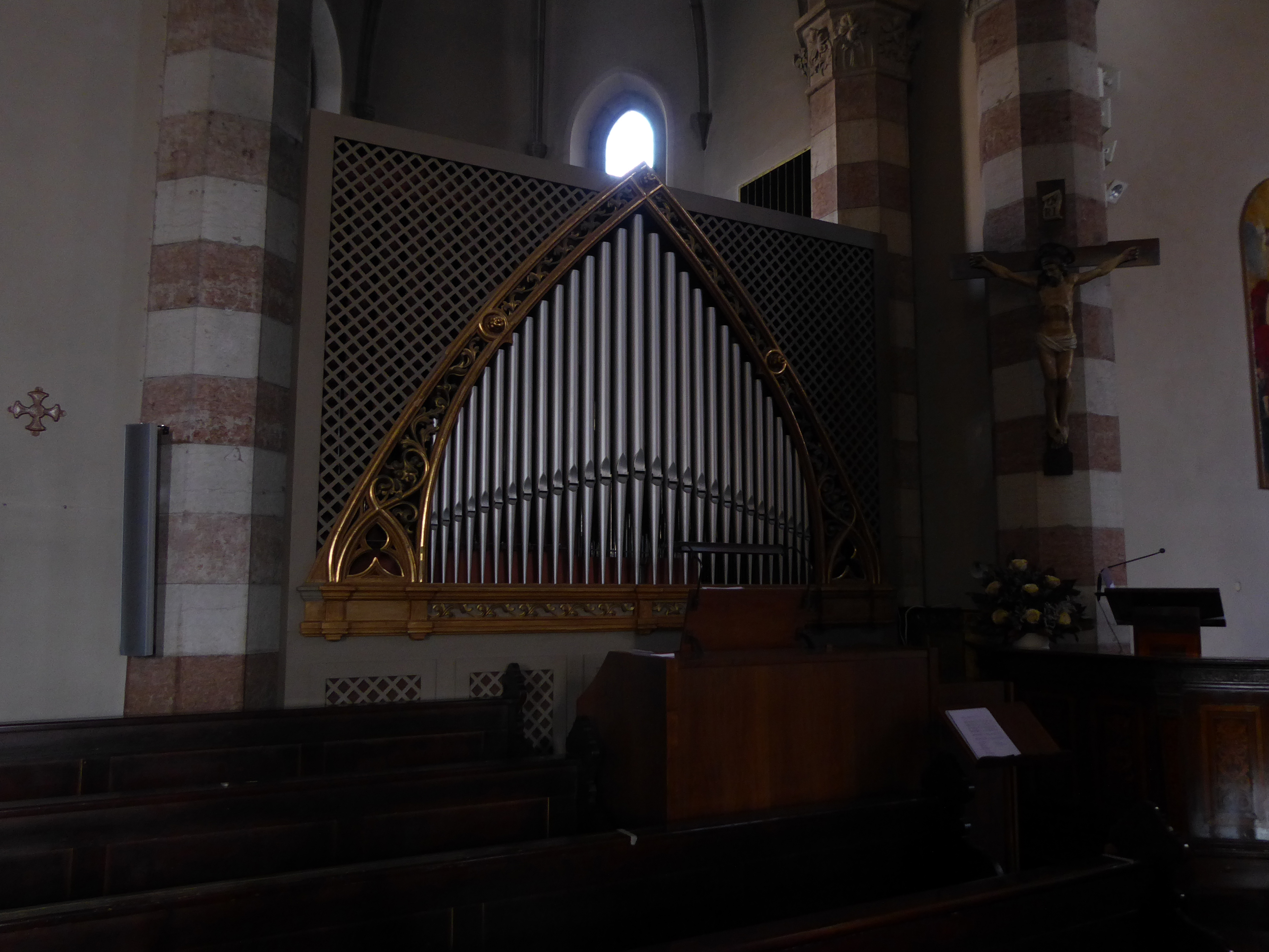
Organo posto sulla parete sinistra della sala.

Non è certa la data dell'erezione del primo luogo di culto a Tuenno, avvenuta comunque attorno al XIV secolo, e la sua prima citazione potrebbe essere in un tedstamento datato 1349. La consacrazione del suo altare maggiore a Maria fu celebrata nel 1518 dal vescovo suffraganeo Michele Iorba e nel 1571 le fu concesso il fonte battesimale. Nel 1580 fu elevata a dignità di primissaria curata.
Nella prima metà del XVII secolo la navata venne allungata e la sala fu arricchita di un pulpito in ligneo, opera dell'artigiano Simone Lenner. Furono anche costruite quasi certamente  le cappelle laterale nord e sud. Tra il 1777 e il 1783 furono restaurate la sagrestia e la copertura del tetto quindi, nel 1790, venne elevata a dignità curaziale.
Durante il XIX secolo l'edificio venne ulteriormente ampliato con l'inserimento di una nuova campata e con la costruzione della cantoria. Dopo la metà del secolo fu necessaria la ricostruzione della torre campanaria, che risultava ormai pericolante. Nei primi anni del secolo successivo fu la volta dell'intero edificio, poiché ormai era necessaria una sua ristrutturazione generale. Il progetto per il nuovo ampliamento fu di Emilio Paor, che in realtà progettò la costruzione di una nuova struttura accanto alla chiesa storica, affiancandosi ad essa. La chiesa primitiva venne parzialmente abbattuta, nella sua parte nord.
Il 20 gennaio 1920 fu elevata a dignità parrocchiale e la solenne consactazione della chiesa rinnovata fu celebrata il 3 maggio 1925. Una campagna di restauri fu realizzata negli anni settanta e in quell'occasione vennero scialbati molti degli affreschi preesistenti, e si salvò solo il Cristo in mandorla che arricchisce l'altare maggiore.

## Descrizione

### Esterno
Il prospetto principale è a capanna con due spioventi. Si accede al portale architravato da una scalinata e sopra, al centro della facciata, si trova una grande finestra sormontata a sua volta, nella parte superiore da una finestrella di minori dimensioni. Sulla sinistra la struttura mostra un portico con archi a tutto sesto che unisce la chiesa alla torre campanaria.
La cella campanaria si apre con quattro finestre a monofora e la copertura è a cupola.

### Interno
La grande sala è suddivisa in due navate a loro volta composte da quattro campate. L'interno conserva parte della struttura storica originale sulla quale si è innestata la costruzione novecentesca. Cappelle ed altari sono quindi disposti in modo non sempre simmetrico e speculare. 
Attraverso l'arco santo si accede al presbiterio, leggermente elevato e caratterizzato da volta a reticolo.
Sulla parete laterale di sinistra una grande nicchia contiene l'organo. Le decorazioni ad affresco che sono rimaste sulle volte sono di Sigismondo Nardi.
Dalla corrispondenza del pittore bolognese Antonio Mosca risulta che nel 1914 il Nardi abbia richiesto il suo intervento, come ornatista, mentre era già presente con lui a Tuenno il pittore marchigiano Igino Simboli.